# دوجنس‌گرا (مجموعه تلویزیونی)
دوجنس‌گرا (انگلیسی: The Bisexual) یک مجموعه تلویزیونی کمدی-درام است که توسط دزیره اخوان و روآن رایلی ساخته شده‌است. دزیره اخوان، ماکسین پیک و برایان گلیسون از جمله بازیگران این مجموعه تلویزیونی هستند. این مجموعه تلویزیونی، تولید مشترک بین کانال ۴ بریتانیا و سرویس پخش آمریکایی هولو است. مجموعه تلویزیونی دوجنس‌گرا در ۱۰ اکتبر ۲۰۱۸ در بریتانیا و ۱۶ نوامبر ۲۰۱۸ در ایالات متحده آمریکا منتشر شد.

## بازیگران و شخصیت‌ها
- دزیره اخوان به عنوان لیلا
- ماکسین پیک به عنوان سادی
- برایان گلیسون به عنوان گیب